# Sophie Keller
Sophie Helene Henriette Keller, född Rung den 14 november 1850 i Köpenhamn, död den 1 maj 1929, var en dansk operasångerska (mezzosopran).
Sophie Rung föddes i Köpenhamn som dotter till kompositören Henrik Rung och sångerskan Pauline Rung, född Lichtenstein. Hon växte således upp i ett musikaliskt hus, och fadern utbildade henne i sång. Hon hade redan gjort sig ett namn som sångerska på Cæciliaforeningens konserter då hon den 8 december 1869 debuterade på Det Kongelige Teater som Agathe i Friskytten.
Hennes höga, väl skolade mezzosopran hade ett betydligt omfång, och i vokalt hänseende kunde hon redan från debuten sägas vara en fullt utbildad sångerska. Hennes dramatiska talang stod dock ännu inte på samma nivå, men under årens lopp utvecklade hon även denna, och var länge en av den danska operans främsta namn. Vid sitt jubileum som sångerska 1894 blev hon utnämnd till kunglig kammarsångerska.
Hon gifte sig den 14 november 1877 med juristen Emil Charles Thorvald Keller, och arbetade vid sidan om sin verksamhet på operan som sånglärare, bland annat åt berömda namn som Elisabeth Dons, Emilie Ulrich, Ida Møller och Ingeborg Steffensen.
Bland hennes viktigaste roller på teatern kan nämnas Leonore i Trubaduren, titelrollen i Aida och Senta i Den flygande holländaren.